# Del tha Funkee Homosapien
Del tha Funkee Homosapien, även känd som Deltron Zero, född som Teren Delvon Jones den 12 augusti 1972 i Oakland i Kalifornien, är en amerikansk alternativ hiphopartist. Han bor idag i Richmond i Kalifornien. Han startade sin karriär i sin kusin Ice Cubes grupp da Lench Mob. Ice Cube producerade senare Dels första album I Wish My Brother George Was Here.
Dels rap innehåller ofta humor. Han har arbetat med bland andra Gorillaz.

## Diskografi

### Solo
- 1991 – I Wish My Brother George Was Here
- 1993 – No Need for Alarm
- 1998 – Future Development
- 2000 – Both Sides of the Brain
- 2004 – The Best of Del tha Funkee Homosapien: The Elektra Years
- 2008 – 11th Hour

### Hieroglyphics
- 1998 – 3rd Eye Vision
- 2003 – Full Circle
- 2007 – Over Time
- 2008 – At the Helm

### Gorillaz
- 2001 – "Clint Eastwood" (singel)
- 2001 – Rock the House (singel)

### Deltron 3030
- 2000 – Deltron 3030
- 2001 – Deltron 3030: The Instrumentals
- 2013 – Deltron Event II